# Tapinanthus preussii
Tapinanthus preussii é uma espécie de planta da família Loranthaceae. É encontrada em Angola, Camarões, Gabão e Nigéria. O seu habitat natural é em florestas subtropicais ou tropicais húmidas de baixa altitude. Está ameaçada pela perda de habitat.